# Zygopauropus hesperius
Zygopauropus hesperius är en mångfotingart som beskrevs av MacSwain och Lanham 1948. Zygopauropus hesperius ingår i släktet Zygopauropus och familjen Brachypauropodidae. Inga underarter finns listade i Catalogue of Life.